# Поттер-Веллі (Каліфорнія)
Поттер-Веллі (англ. Potter Valley) — переписна місцевість (CDP) в США, в окрузі Мендосіно штату Каліфорнія. Населення — 665 осіб (2020).

## Географія
Поттер-Веллі розташований за координатами 39°19′1″ пн. ш. 123°6′36″ зх. д. / 39.31694° пн. ш. 123.11000° зх. д. (39.316963, -123.110036).  За даними Бюро перепису населення США в 2010 році переписна місцевість мала площу 10,51 км², з яких 10,44 км² — суходіл та 0,07 км² — водойми.

### Клімат
| Клімат : Поттер-Веллі   | Клімат : Поттер-Веллі | Клімат : Поттер-Веллі | Клімат : Поттер-Веллі | Клімат : Поттер-Веллі | Клімат : Поттер-Веллі | Клімат : Поттер-Веллі | Клімат : Поттер-Веллі | Клімат : Поттер-Веллі | Клімат : Поттер-Веллі | Клімат : Поттер-Веллі | Клімат : Поттер-Веллі | Клімат : Поттер-Веллі | Клімат : Поттер-Веллі |
| Показник                | Січ.                  | Лют.                  | Бер.                  | Квіт.                 | Трав.                 | Черв.                 | Лип.                  | Серп.                 | Вер.                  | Жовт.                 | Лист.                 | Груд.                 | Рік                   |
| Абсолютний максимум, °C | 27,8                  | 30,6                  | 32,2                  | 35,0                  | 38,9                  | 43,3                  | 45,0                  | 46,7                  | 43,9                  | 39,4                  | 33,9                  | 28,3                  | 46,7                  |
| Середній максимум, °C   | 13,4                  | 15,7                  | 18,3                  | 20,9                  | 25,2                  | 29,6                  | 34,2                  | 33,6                  | 31,2                  | 25,0                  | 16,8                  | 12,7                  | 23,1                  |
| Середня температура, °C | 7,4                   | 9,1                   | 11,0                  | 12,8                  | 16,1                  | 19,7                  | 23,2                  | 22,4                  | 20,1                  | 15,6                  | 10,1                  | 7,0                   | 14,6                  |
| Середній мінімум, °C    | 1,4                   | 2,4                   | 3,7                   | 4,7                   | 7,0                   | 9,9                   | 12,2                  | 11,2                  | 9,1                   | 6,1                   | 3,4                   | 1,3                   | 6,1                   |
| Абсолютний мінімум, °C  | −10                   | −9,4                  | −6,7                  | −5,6                  | −2,2                  | 0,0                   | 3,3                   | 3,9                   | 0,6                   | −6,1                  | −7,2                  | −11,1                 | −11,1                 |
| Норма опадів, мм        | 214                   | 192                   | 165                   | 84                    | 50                    | 11                    | 1                     | 2                     | 15                    | 64                    | 159                   | 230                   | 1187                  |
| Днів з опадами          | 13,7                  | 12,7                  | 12,1                  | 8,4                   | 5,9                   | 1,8                   | 0,2                   | 0,4                   | 1,9                   | 5,2                   | 11,8                  | 14,3                  | 88,4                  |
| ----------------------- | --------------------- | --------------------- | --------------------- | --------------------- | --------------------- | --------------------- | --------------------- | --------------------- | --------------------- | --------------------- | --------------------- | --------------------- | --------------------- |
| Джерело: NOAA           |                       |                       |                       |                       |                       |                       |                       |                       |                       |                       |                       |                       |                       |

## Демографія
Згідно з переписом 2010 року, у переписній місцевості мешкало 646 осіб у 241 домогосподарстві у складі 161 родини. Густота населення становила 61 особа/км².  Було 267 помешкань (25/км²).
Расовий склад населення:
| - 79,9 % — білих - 2,0 % — корінних американців - 0,3 % — чорних або афроамериканців - 0,3 % — азіатів - 15,0 % — осіб інших рас |

До двох чи більше рас належало 2,5 %. Частка іспаномовних становила 23,8 % від усіх жителів.
За віковим діапазоном населення розподілялося таким чином: 22,0 % — особи молодші 18 років, 64,7 % — особи у віці 18—64 років, 13,3 % — особи у віці 65 років та старші. Медіана віку мешканця становила 41,6 року. На 100 осіб жіночої статі у переписній місцевості припадало 105,1 чоловіків;  на 100 жінок у віці від 18 років та старших — 101,6 чоловіків також старших 18 років.
Середній дохід на одне домашнє господарство  становив 74 291 долар США (медіана — 76 591), а середній дохід на одну сім'ю — 100 922 долари (медіана — 90 962). Медіана доходів становила 71 250 доларів для чоловіків та 40 250 доларів для жінок. За межею бідності перебувало 5,0 % осіб, у тому числі 0,0 % дітей у віці до 18 років та 8,5 % осіб у віці 65 років та старших.
Цивільне працевлаштоване населення становило 258 осіб. Основні галузі зайнятості: публічна адміністрація — 25,6 %, освіта, охорона здоров'я та соціальна допомога — 25,6 %, науковці, спеціалісти, менеджери — 14,3 %, будівництво — 12,4 %.